# Se Quiere, Se Mata
"Se Quiere, Se Mata?" je pjesma kolumbijske pjevačice Shakire. Pjesma je objavljena 10. travnja 1997. godine kao šesti i posljednji singl s njenog albuma Pies Descalzos. Pjesmu su napisali Shakira i Luis Fernando Ochoa, a producent je Ochoa.

## Videospot
Videospot za pjesmu "Se Quiere, Se Mata" snimljen je pod redateljskom palicom Juana Carlosa Martina.

## Uspjeh pjesme
Pjesma se plasirala na osmoj poziciji ljestvice Hot Latin Songs i prvoj poziciji ljestvice Latin Pop Airplay.

## Ljestvice
| Ljestvice (1996.)     | Najviša pozicija |
| --------------------- | ---------------- |
| SAD Hot Latin Songs   | 8                |
| SAD Latin Pop Airplay | 1                |